# Cantó de Cergy-Sud
El cantó de Cergy-Sud és un antic cantó francès del departament de Val-d'Oise, que estva situat al districte de Pontoise. Comptava amb un municipi i part del de Cergy.
Va desaparèixer al 2015 i el seu territori es va dividir entre el cantó de Cergy-1 i el cantó de Cergy-2.

## Municipis
- Cergy (part)
- Éragny

## Història
| Data d'elecció                           | Identitat        | Partit | Qualitat |
| ---------------------------------------- | ---------------- | ------ | -------- |
| 1985-2011                                | Dominique Gillot | PS     |          |
| 2011-                                    | Antoine Bonneval | PS     |          |
| les dades anteriors no són pas conegudes |                  |        |          |
|                                          |                  |        |          |